# Fortica (Karlobag)
A Fortica (horvátul: Utvrda Fortica) egy várrom Horvátországban, Karlobag településen.

## Fekvése
Az egykori négyszög alaprajzú erőd maradványai a tengerparttól mintegy 250 méterre egy magas platón találhatók.

## Története
1251-ben Bag „Scrissa” néven az ősi horvát Tugomirić család birtoka volt.  1322-ben az egész Velebit-csatorna térségével együtt a korbáviai grófok a Kurjakovićok birtoka lett. Tudott, hogy az első épületek között volt egy kisebb négyszögletes erőd, mely a mai várromok helyén, a tenger felett emelkedő fennsíkon állt. A várban mindig tartózkodott egy kisebb személyzettel rendelkező várnagy, aki innen figyelte a part és a Pag-sziget között közlekedő hajókat, miközben vigyázott a város és polgárai biztonságára. El kell mondani, hogy a vár és személyzete többé-kevésbé sikeresen látta el ezt a feladatot, bár a várat számos alkalommal teljesen elpusztították többször, mint az ország többi hasonló erődítményét. A tény, hogy minden alkalommal újjáépítették, sokat beszél a jelentőségéről. 
A vár és a település a 14. és 15. században élte virágkorát, amikor számos kiváltságot kapott. A 15. században egy ideig Mátyás király tulajdonában is volt, majd ezután ismét az utolsó Kurjaković gróf és Ivan Karlović korbáviai gróf lett a birtokosa. Miután a török 1522-ben elfoglalta Knint és közvetlenül utána Skradint és Drništ, a korbáviai hercegek birtokait is ostromolni kezdték. 1525. február 27-én a skradini török helyőrség meglepetésszerűen megrohanta a farsangot ünneplő települést és házait felgyújtotta. Azokat a polgárokat, akik nem tudtak időben Pagra menekülni rabságba hurcolta. A vérengzésben több, mint 400 polgárt gyilkoltak meg. Karlobag polgárainak szenvedései általános riadalmat és menekülést váltottak ki nemcsak Obrovactól Zenggig, de a közeli Pag, Rab és Krk szigeteken is. A Velebit-csatorna egész partja pusztaság lett, mely különösen a Pag-sziget lakosait érintette, akik nemcsak az itt eladott sójuk értékesítésétől függtek, hanem a szárazföldről származó faanyagok beszerzésétől is. 
A település és vár elpusztítása után a térség ötven évig puszta volt. Az újjáépítés 1574-ben kezdődött, melyet az is elősegített, hogy a karlobagi romok között uszkókok és a velencei hatóságok elől menekülő venturinok rejtőztek el, akiknek kegyetlensége a török martalócokéval vetekedett. Ez akadályozta a Velebit-csatornán történő forgalmat és ellehetetlenítette Velencének és a Horvátország megmaradt részének a török elleni küzdelmét. Miután a várat újjáépítették és kisebb őrséget helyeztek el benne a lakosság visszatérése is megkezdődött. A katonai határőrvidék 1578-as felállításakor Bécsben már Karlobag várával is számoltak. Egy katonai parancsnokságnak küldött jelentésben 10 német és 6 horvát katonát említenek a vár őrségében. Egy későbbi, 1586-ból származó jelentésből
megtudjuk, hogy az erőd építése még mindig nem fejeződött be, mivel még falakat kell építeni, de nincs még várkapu és ciszterna sem. Velence kezdetben jóindulatú volt
a karlobagi erőd újjáépítésével kapcsolatban, de gyorsan meggondolta magát. Annak ürügyén, hogy a város és erőd az uszkókoknak ad menedéket, Almoro Tiepolo velencei admirális 1592-ben megtámadta a még mindig nem teljesen erődített várat, melyet a várvédők (13 katona, valamint 20 nő és gyermek) négy órás lövetés után feladott. A parancsnokokat felakasztották, a többieket rabságba vetették, a várost pedig kifosztották és lerombolták.
Karlobag elpusztítása felháborította a bécsi udvart, de az új török veszély miatt mindent gyorsan elfelejtettek. A vár újabb felépítése 1601-ig tartott, bár ekkor még a legtöbb
épület a városban és az erőd belsejében is romokban állt. Velencének továbbra is meggyűlt a baja az uszkók kalózokkal és 1615-ben a velencei szenátusban javaslatot tettek valamennyi vár lebontására a Brsečtől Karlobagig terjedő partszakaszon. Ezek közül Karlobag lerombolását ítélték meg a legkönnyebbnek, mely már 1616 közepén meg is történt. 
Ezúttal Nicolo Rossi kapitány érkezett felfegyverzett hajókkal és miután legyőzték a vár őrségét elfoglalták és elpusztították azt, a várost pedig kirabolták. A vár sokáig romokban maradt, bár a megújítást többen is javasolták, különösen amikor 1641-ben a part egy részének elfoglalásával a török nagyon közel került Karlobaghoz. két császári hadmérnök Giovani Pieroni 1639-ben, majd Martin Stier 1660-ban terveket is készített a vár és a város újjáépítésére. Az újjáépítés azonban csak 1672-re történt meg, ettől kezdve a vár ismét állandó őrséggel rendelkezett. A katonai parancsnokság Zenggbe volt és az őrséget is innen adták. A településre főleg Zengg környékéről hamarosan megkezdődött az új bunyevác lakosok bevándorlása. 1689-ben a híres Marko Mesić pap vezetésével Karlobagból indultak meg a horvát erők Lika és Korbava a törököktől való végleges felszabadításához.
Bár Karlobag nem tartozott a törököktől felszabadult területekhez, a bécsi haditanács mégis nagy összegeket fordított az 1699-ben történt felújítására. 
A vár falai már 1704-ben a francia-spanyol flotta támadásakor átestek a tűzkeresztségen. Az erődnek végül ágyútűzzel sikerült a támadókat távoltartani. 1788-ban újabb háború tört ki a törökkel, majd egy évvel később kitört a francia forradalom. A várat mindenesetre megerősítették, jobban felfegyverezték és több katonát is helyeztek el benne. 1809-ben Karlobag is francia fennhatóság alá került, akikhez az erőd akkori parancsnoka Friedrich von Zergollern is csatlakozott. 1813-ban azonban hirtelen egy angol fregatt jelent meg Karlobag előtt Hoste admirális parancsnoksága alatt és a tárgyalások, a megfélemlítő lövések, valamint Zergollern hozzá nem értése révén, gyakorlatilag nem tudott érdemi ellenállást kifejteni és az angolok ellenállás nélkül foglalták el Karlobagot. Az ágyúk egy részét hatástalanították, más részüket a hajóra szállították, a várat pedig aláaknázva felrobbantották.
Miután a franciák kivonultak az osztrák hatóságok a várat 1825-re ismét újjáépítették. Az angolok által lerombolt kerek torony helyére lőportárat építettek. Sok régi falat is lebontottak és az őrszemélyzet szállását szintén lényegesen javították. Az északi oldalon, az erőd közelében, ispotályt építettek katonák és polgárok kezelésére. 1871-ben megszüntették a katonai határőrvidéket. Ezzel a vár teljesen elveszítette jelentőségét, végül 1883-ban az állam eladta és magántulajdon lett.

## A vár mai állapota
Forticának nevezett romok jelenleg magántulajdonban vannak, így bemenni nem lehet. A romok a 19. század közepén épített helyőrségi épületek maradványai. Az udvar közepén egy külön fallal védett lőporraktár áll, míg a falak mentén, szinte teljesen körben, egykori legénységi és raktár épületek maradványai állnak. A vár középső részét elplanírozhatták, így felszíni maradványok ott sem maradhattak. A keleti részen egy művészeti kiállítóteret próbáltak kialakítani.